# 34th Street – Penn Station (stacja metra na Eighth Avenue Line)
34th Street – Penn Station – stacja metra nowojorskiego, na linii A, C i E. Znajduje się w dzielnicy Manhattan, w Nowym Jorku i zlokalizowana jest pomiędzy stacjami 42nd Street – Port Authority Bus Terminal i 23rd Street. Została otwarta 10 września 1932.